# 群馬県道142号綿貫篠塚線

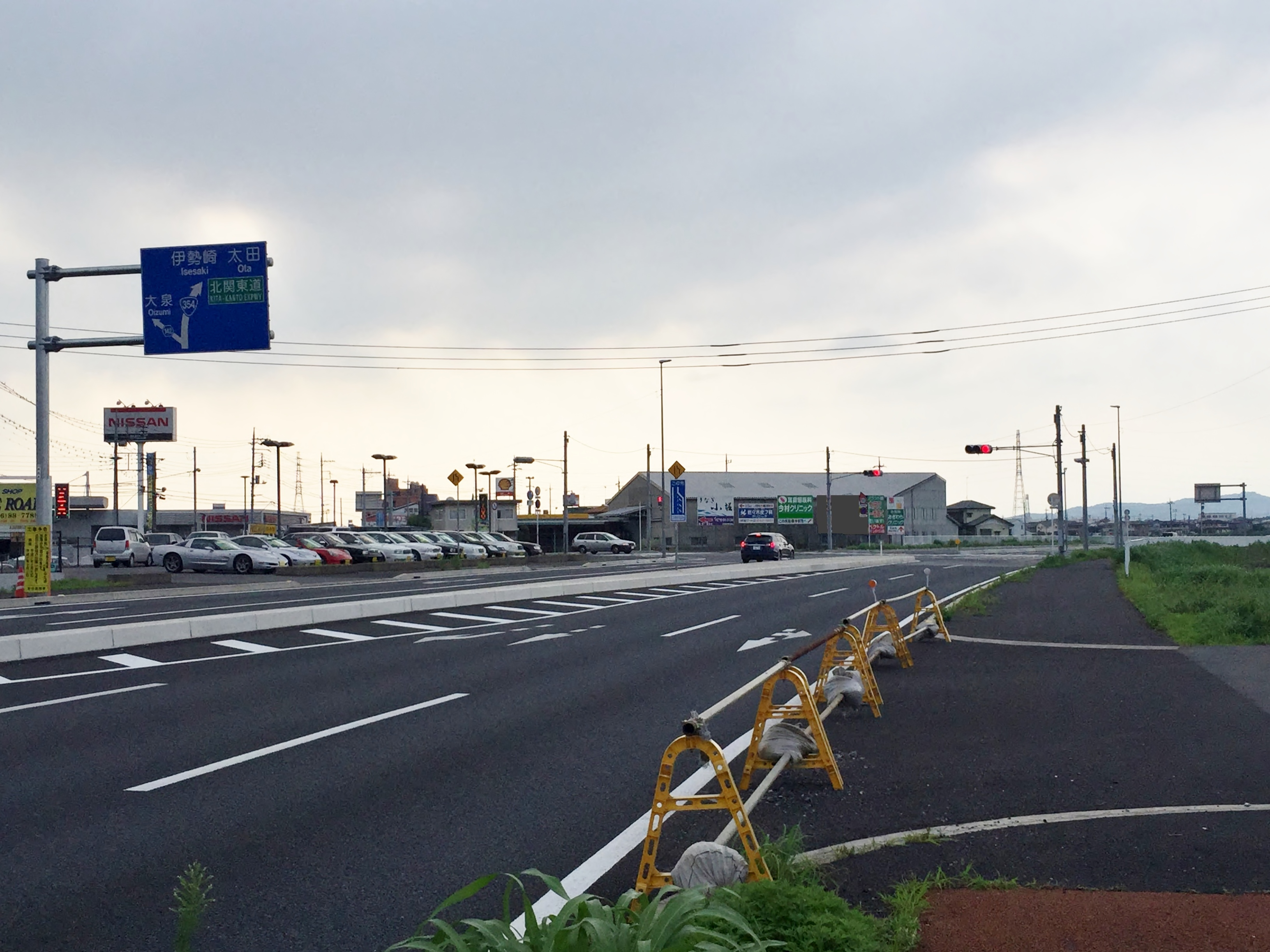
国道354号との分岐点
（邑楽町篠塚、2015年7月）
↖方向が県道142号（至綿貫）、↙方向が国道354号・県道142号（至篠塚交差点）、↗方向が国道354号である。

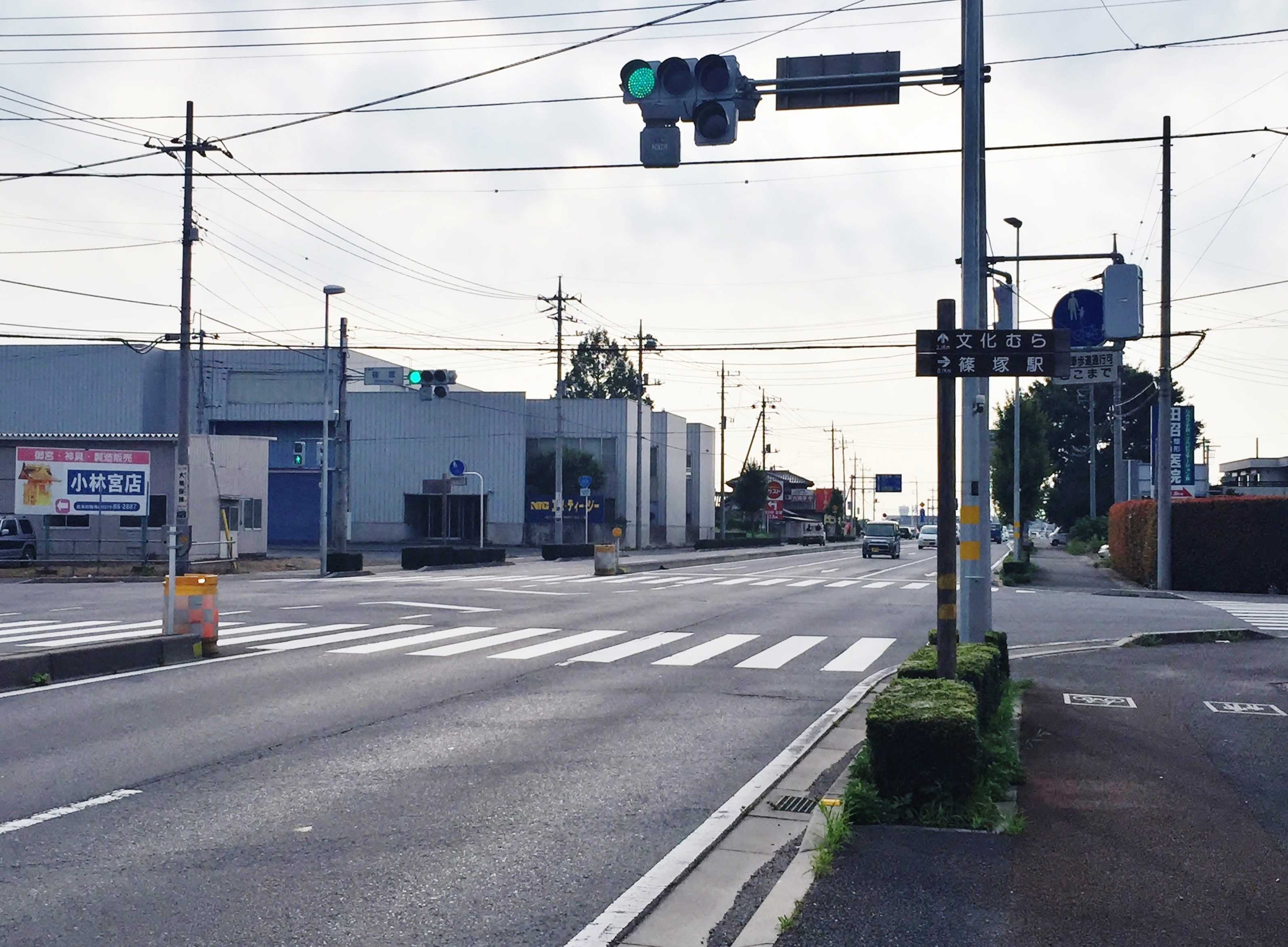
邑楽町・篠塚交差点
（終点、2015年7月）
↑方向（奥）が国道354号・県道142号、↓方向（手前）が国道354号、←→方向が県道152号である。

群馬県道142号綿貫篠塚線（ぐんまけんどう142ごう わたぬきしのづかせん）は、群馬県高崎市から邑楽郡邑楽町に至る一般県道である。旧国道354号。

## 概要
本県道は、東毛広域幹線道路開通により国道354号が一本化され、国道指定解除になった区間である。
群馬県道13号前橋長瀞線交点の高崎市・綿貫町交差点から佐波郡玉村町市街地、伊勢崎市、太田市、邑楽郡大泉町市街地を経て、最後は国道354号（東毛広域幹線道路）と重複しながら邑楽郡邑楽町・篠塚交差点に至る。
元が国道354号であったため、主要地方道を除いた群馬県内の県道としては約35キロメートル (km) にも及び最長の長さを誇っている。

### 路線データ
- 総延長 : 35.4279 km[2]
- 実延長 : 32.0631 km[2]
- 起点 : 群馬県高崎市綿貫町（綿貫町交差点＝群馬県道13号前橋長瀞線交点）
- 終点 : 群馬県邑楽郡邑楽町篠塚（篠塚交差点＝国道354号、群馬県道152号赤岩足利線交点）

## 歴史
- 1959年（昭和34年）9月18日：群馬県より現・道路法に基づき、前々身路線の一部にあたる県道境玉村線（佐波郡境町 - 同郡玉村町、整理番号20）、県道下新田倉賀野線（佐波郡玉村町大字下新田 - 群馬郡倉賀野町、整理番号183）として路線認定される[3]。
  - 同日、前身路線にあたる県道玉村倉賀野線（佐波郡玉村町 - 群馬郡倉賀野町、整理番号142）、県道境新町線（佐波郡境町 - 多野郡新町、整理番号189）が路線廃止される[4]。
- 2014年（平成26年）10月10日：本県道が認定される[1][2]。

## 路線状況

### 通称
- 東国文化歴史街道（全区間）
- 日光例幣使街道（起点 - 伊勢崎市境栄・境栄交差点）
- 東毛広域幹線道路（大泉邑楽バイパス）（邑楽町篠塚 - 終点）※国道354号との重複区間

### 重複区間
- 群馬県道295号境島村今泉線（伊勢崎市馬見塚町・馬見塚町交差点 - 下蓮町・下蓮町交差点）
- 群馬県道296号八斗島境線（伊勢崎市下蓮町・下蓮町交差点 - 境萩原/境・境萩原交差点）
- 群馬県道14号伊勢崎深谷線（伊勢崎市境萩原/境・境萩原交差点 - 太田市世良田町・世良田交差点）
- 群馬県道297号平塚境停車場線（伊勢崎市境・境町駅入口交差点 - 境東/境栄・稲荷神社前交差点）
- 群馬県道275号由良深谷線（太田市尾島町・尾島交差点 - 尾島一丁目交差点）
- 国道354号（邑楽町篠塚 - 終点）

### 道路施設
- 五料橋（利根川、佐波郡玉村町大字五料 - 伊勢崎市柴町）
- 武士橋（広瀬川、伊勢崎市境小此木 - 伊勢崎市境下武士）

## 地理

### 通過する自治体
- 群馬県
  - 高崎市 - 佐波郡玉村町 - 伊勢崎市 - 太田市 - 邑楽郡大泉町 - 邑楽郡邑楽町

### 交差する道路
高崎市
- 関越自動車道（下斎田町/八幡原町）※ICを介しての直接接続はしない

玉村町
- 群馬県道40号藤岡大胡線（現道）（下新田・下新田交差点）
- 群馬県道40号藤岡大胡線（新道）（上飯島・上飯島交差点）

伊勢崎市
- 群馬県道104号駒形柴町線（柴町・柴町交差点）
- 群馬県道18号伊勢崎本庄線（堀口町・堀口町交差点）
- 国道462号（除ケ町・除ケ町交差点）
- 群馬県道295号境島村今泉線（馬見塚町・馬見塚町交差点）※ここから重複
- 群馬県道295号境島村今泉線、群馬県道296号八斗島境線（下蓮町・下蓮町交差点）※県道295号はここまで重複、県道296号はここから境萩原交差点まで重複
- 群馬県道14号伊勢崎深谷線（境萩原/境・境萩原交差点）※ここから重複
- 群馬県道297号平塚境停車場線（境・境町駅入口交差点）※ここから重複
- 群馬県道312号太田境東線（新道）（境東・境東交差点）
- 群馬県道297号平塚境停車場線（境東/境栄・稲荷神社前交差点）※ここまで重複
- 群馬県道312号太田境東線（現道）（境栄・境栄交差点）

太田市
- 群馬県道14号伊勢崎深谷線、群馬県道69号大間々世良田線（世良田町・世良田交差点）※県道14号はここまで重複
- 国道17号（上武道路）（安養寺町・安養寺交差点）
- 群馬県道275号由良深谷線、群馬県道311号新田上江田尾島線（尾島町・尾島交差点）※県道275号はここから重複
- 群馬県道275号由良深谷線、群馬県道276号新堀尾島線（尾島町・尾島一丁目交差点）※県道275号はここまで重複
- 群馬県道301号妻沼小島太田線（牛沢町・牛沢交差点）
- 国道407号（高林東町・高林交差点）

大泉町
- 群馬県道38号足利千代田線（中央1,2,3丁目・横町交差点）
- 群馬県道320号中小泉停車場線 （中央1,3丁目/東小泉3丁目・小泉駅入口交差点）

邑楽町
- 国道354号（篠塚）※ここから終点まで重複

### 交差する河川
高崎市
- 井野川（鎌倉橋、綿貫町 - 八幡原町）
- 滝川（大橋、八幡原町/下斎田町 - 玉村町上新田）

玉村町
- 利根川（五料橋、五料 - 伊勢崎市柴町）

伊勢崎市
- 韮川（道満橋、堀口町 - 山王町/除ケ町）
- 広瀬川（武士橋、境下武士/境小此木・武士橋西詰交差点 - 境下武士）
- 早川（館橋、境女塚 - 太田市世良田町）

太田市
- 石田川、聖川（東橋、岩松町/備前島町 - 米沢町）
- 蛇川（蛇川橋、牛沢町）
- 八瀬川（八瀬川橋、高林南町 - 高林東町）

大泉町
- 休泊川（泉大橋、西小泉1,4丁目 - 中央2,3丁目）

### 沿線
高崎市
- 綿貫団地（台新田町）
- 昭和病院（綿貫町）

玉村町
- 町営上新田団地（上新田）
- 群馬県立玉村高等学校（与六分）
- 玉村八幡宮（下新田）
- 玉村町立玉村小学校（下新田）
- 町営九街団地（下新田）
- 玉村町立中央小学校（福島）
- 東部工業団地（川井/箱石）
- 玉村町立芝根小学校（飯倉/小泉）

伊勢崎市
- 伊勢崎市立名和小学校（堀口町）
- 伊勢崎市立第二中学校（堀口町）
- 東京福祉大学伊勢崎キャンパス（山王町）
- 伊勢崎市立第四中学校（下道寺町）

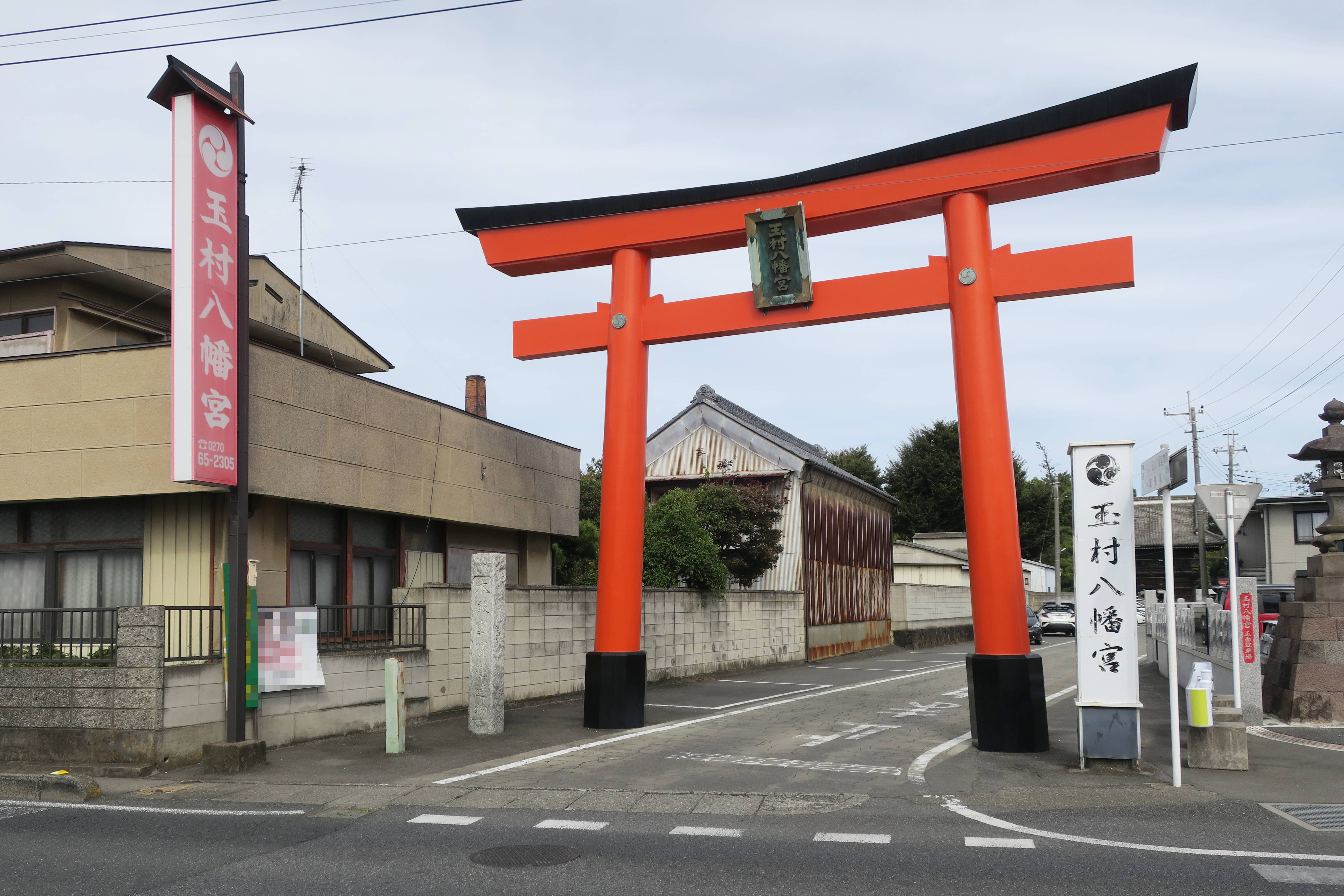
県道に面した玉村八幡宮・一の鳥居

- 子供のもり公園伊勢崎 まゆドーム（馬見塚町）
- 川向団地（境下武士）
- 伊勢崎市立境剛志小学校（境下武士）
- 伊勢崎市立境小学校（境）
- 群馬県立伊勢崎高等特別支援学校（境）

太田市
- 世良田公園（世良田町）
- 尾島町民の森公園（粕川町）
- 太田市役所尾島庁舎（粕川町）
- 粕川団地（粕川町）
- 太田市立尾島小学校（亀岡町）
- 太田市立南中学校（高林北町）

大泉町
- 大泉町立西小学校（古氷）
- 三洋電機株式会社 東京製作所（坂田1丁目）
- 西小泉駅（東武小泉線）（西小泉4丁目）
- 大泉町立北小学校（城之内1丁目）
- 大泉町立東小学校（朝日3丁目）
- 東小泉駅（東武小泉線）（東小泉1丁目）
- 大泉警察署（朝日2丁目）